# Altental-Rottweiler Tal
Das Gebiet Altental-Rottweiler Tal ist ein vom Landratsamt Tuttlingen am 16. Juli 1984 durch Verordnung ausgewiesenes Landschaftsschutzgebiet auf dem Gebiet der im Süden Baden-Württembergs gelegenen Stadt Tuttlingen.

## Lage
Das Landschaftsschutzgebiet Altental-Rottweiler Tal liegt östlich des Stadtteils Nendingen und setzt sich nach Süden als schmaler Streifen im Rottweiler Tal fort. Es gehört zum Naturraum Baaralb und Oberes Donautal und liegt im Naturpark Obere Donau.

## Landschaftscharakter
Der Nordteil umfasst Äcker und Wiesen und Magerrasen mit einzelnen Streuobstbeständen. Im Süden befindet sich das schmale, tief in das Juragestein eingeschnittene Rottweiler Tal, in dessen Talsohle sich ein schmaler Wiesenstreifen befindet. Die Talhänge sind bewaldet.